# 21 21 DESIGN SIGHT

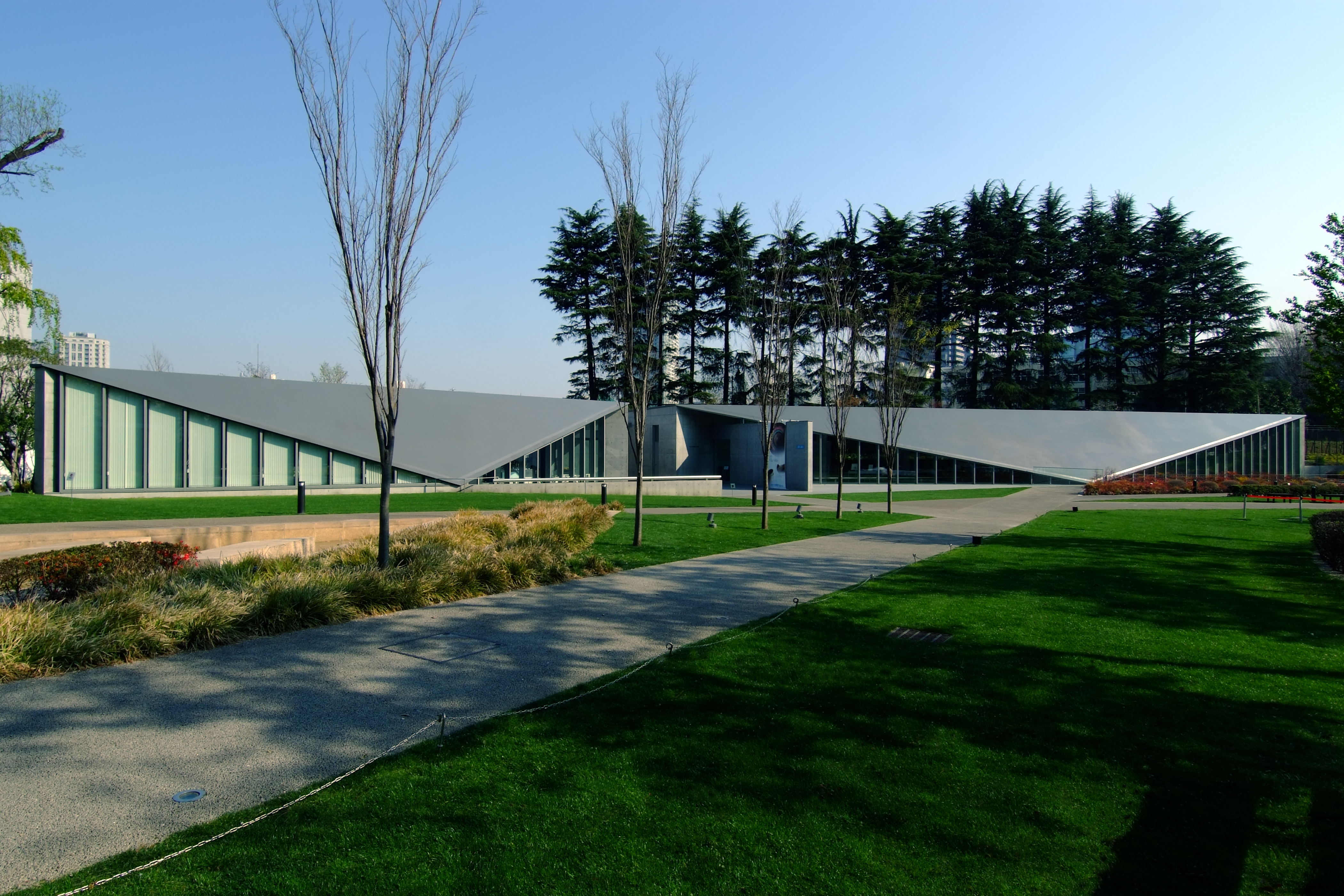
21_21 DESIGN SIGHT

21_21 DESIGN SIGHT는 일본 롯폰기에 있는 디자인을 위한 전문 리서치센터로 1년에 2번 열리는 기획전을 중심으로 다양한 프로그램을 운영한다.